# 保羅·奧斯特

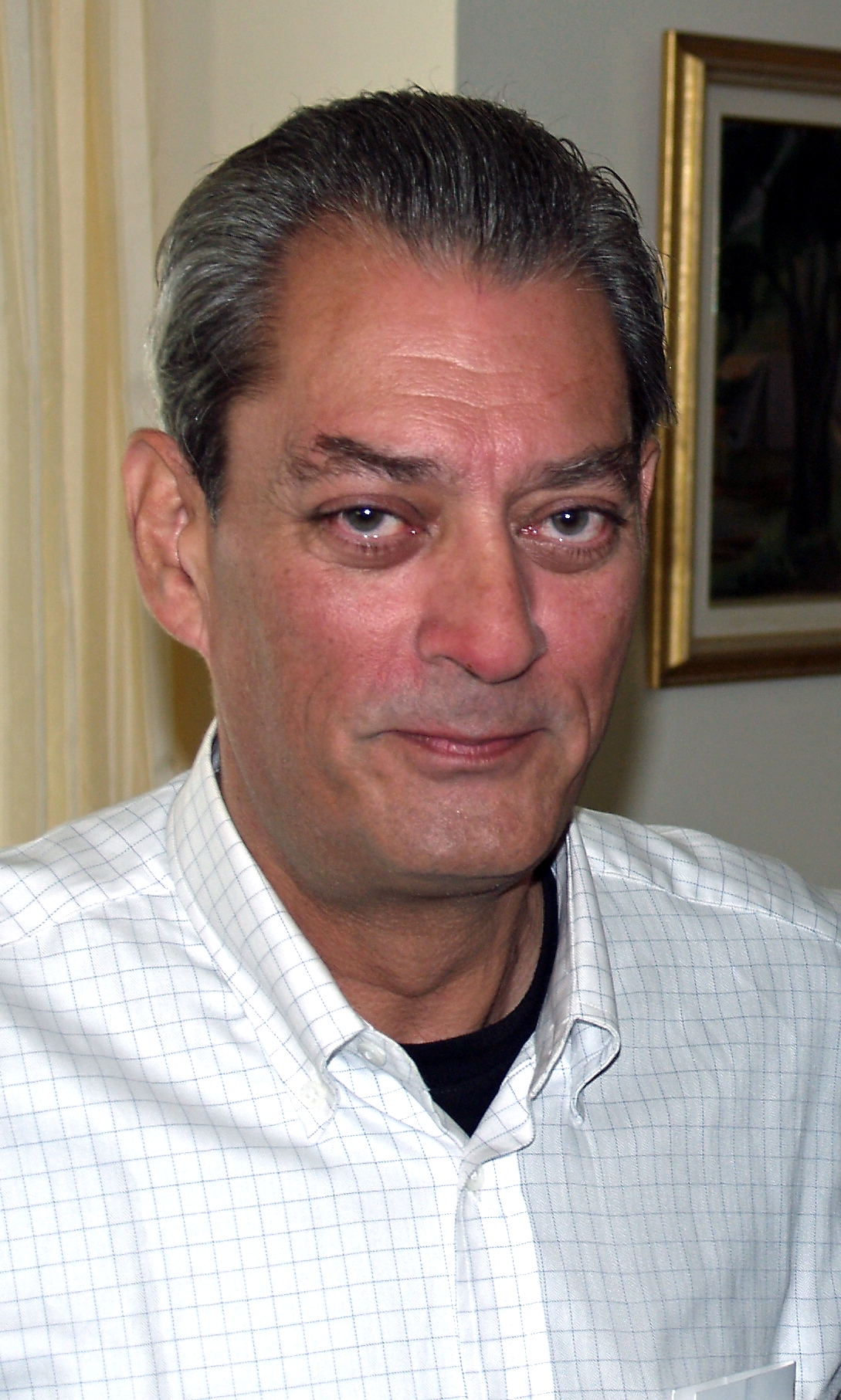
保羅·奧斯特

保羅·奧斯特（英語：Paul Auster，1947年2月3日—2024年4月30日），生於紐澤西州紐華克，美籍猶太人小說家、詩人、翻譯家也是電影編劇和導演，曾和導演王穎合導電影《煙》，奧斯特的作品最常討論的主旨人生的無常和無限，被文壇譽為“穿膠鞋的卡夫卡”。成名代表作為《紐約三部曲》，現與同是作家第二任妻子希莉·哈斯特维特居於紐約的布魯克林，其女兒則是美國歌手蘇菲·奧斯特。前妻是2013年布克國際獎得主莉迪亞·戴維斯。

## 作品

### 小說
- 紐約三部曲 The New York Trilogy (1987)
- 玻璃之城 City of Glass (1985)
- 鬼 Ghosts (1986)
- 上鎖的房間 The Locked Room (1986)
- 末世之城 In the Country of Last Things (1987)
- 月宫 Moon Palace (1989)
- 機緣樂章 The Music of Chance (1990)
- 巨獸 Leviathan (1992)
- 昏頭先生 Mr. Vertigo (1994)
- 地圖结束的地方 Timbuktu (1999)
- 幻影書 The Book of Illusions (2002)
- 神諭之夜 Oracle Night (2004)
- 布鲁克林的纳善先生 The Brooklyn Follies (2005)
- 書房裡的旅人 Travels in the Scriptorium (2007)
- 黑暗中的人 Man in the Dark (2008)
- 無形之物 Invisible (2009)
- 日落公園 Sunset Park (2010)
- 4 3 2 1 (2017)

### 電影劇本
- 機緣樂章 The Music of Chance (1993)
- 煙 (戲劇) Smoke (1995)
- 面红耳赤 Blue in the Face (1995)
- 綠寶機密 Lulu on the Bridge (1998)

### 散文、評論、自傳
- 孤獨及其所創造的 The Invention of Solitude (1982)
- （譯名未定） The Art of Hunger (1992)
- 红色笔记本 The Red Notebook (1995) (中文版于2009年出版。ISBN 9787544707213)
- 失意錄 Hand to Mouth (1997)
- （譯名未定） Winter Journal (2012)